# Reignac-sur-Indre
Reignac-sur-Indre település Franciaországban, Indre-et-Loire megyében. Lakosainak száma 1309 fő (2022. január 1.). Reignac-sur-Indre Cigogné, Azay-sur-Indre, Chédigny, Courçay, Dolus-le-Sec és Tauxigny-Saint-Bauld községekkel határos.

## Népesség
A település népessége az elmúlt években az alábbi módon változott:
| Lakosok száma | 645  | 842  | 909  | 1171 | 1176 | 1183 | 1238 | 1278 | 1302 | 1309 |
|               | 1968 | 1982 | 1990 | 2006 | 2013 | 2015 | 2017 | 2019 | 2020 | 2022 |